# Sephena bifidex
Sephena bifidex är en insektsart som beskrevs av Medler 2000. Sephena bifidex ingår i släktet Sephena och familjen Flatidae. Inga underarter finns listade i Catalogue of Life.